# Tuttika Sen
Tuttika Blanca Sen, född 17 oktober 1968 i Lund, är en svensk kulturproducent och dokumentärfilmare.
Sen är dotter till svensk mor och indisk far. Hon växte upp i Värmland men har bott i Stockholm sedan tonåren.
Sen var initiativtagare till kulturprojekten Next stop Soviet (1988–1991), Megaexpress – en utställning om EU (1991–1994) samt Present – makt att förändra (2011). Hon har även arbetat med kort- och dokumentärfilmsfestivalen Nordisk Panorama i Malmö. År 2002 gjorde hon dokumentärfilmen Att dansa vals till bengalisk sitar som bland annat sändes på SVT. Mellan 2007 och 2017 var hon återkommande radiokrönikör i Tankar för dagen i Sveriges Radio P1.
År 2003 var hon värd för Sommar i P1.